# گل انجیر
گل انجیر، (به کردی: کوڕئه‌نجیر) روستایی است از توابع بخش گهواره و در شهرستان دالاهو استان کرمانشاه ایران.

## جمعیت
این روستا در دهستان گورانی قرار داشته و بر اساس سرشماری سال ۱۳۸۵ جمعیت آن (۲۲خانوار) ۱۰۲نفر
بوده است.